# Берёза (аэродром)
Берёза (бел. Бяроза) — военный аэродром, расположенный северо-западнее одноимённого города Берёза Брестской области в Белоруссии. Именуется также как военный аэродром Осовцы, Берёза-Картузская, Рыбники.

## Наименования аэродрома
В различное время аэродром именовался:
- Рыбники;
- Береза-Картузская,
- Картуз-Берёза;
- Осовцы,
- Берёза.

## История
Аэродром является одним из старейших в истории авиации. Упоминания о нём относятся к 1915 году, когда на аэродроме базировался отдельный боевой отряд состоявший из двух самолётов «Илья Муромец» из состава 4-й авиационной роты, базировавшейся на аэродроме Лида. Отряд действовал совместно с 3-й армией с февраля 1915 года и помимо Березы базировался также на аэродромах в Брест-Литовске и Слуцке.
К 10 сентября 1915 года Берёза-Картузская (наименование города Берёза до 1940 года) была занята немцами. Боевой отряд самолётов «Илья Муромец» перелетел в Слуцк, откуда продолжал бомбить вражеские позиции в Березе Картузской, Скобелевском лагере, Барановичах и близлежащие железнодорожные станции. В Берёзу же перебазировался немецкий авиационный отряд, имевший на вооружении самолёты «Albatros».
Германская оккупация продолжалась до 19 января 1919 года, когда аэродром ненадолго был занят Красной Армией, уже 14 февраля 1919 года в результате боя за Берёзу-Картузскую был отбит поляками. В ходе Советско-польской войны аэродром дважды становился ареной сражений, в июле 1920 года он был вновь занят Красной армией, однако по завершении войны он, как и вся Западная Белоруссия, отошёл к Польше.
В сентябре 1939 года аэродром вместе со всей Западной Белоруссией был присоединён к СССР. На аэродроме располагался 207-й батальон аэродромного обслуживания, а 23 июня 1941 года оккупирован наступающими немецкими войсками.
15 июля 1944 года аэродром заняли советские войска.
Строительство аэродрома, начатое в 1940 году, продолжилось в 1952 году. В 1955 году строительные работы ещё продолжались, а уже во второй половине июня 1955 года на аэродроме, получившим наименование «Осовцы» произвели посадку, перебазированные с аэродрома Джинзон (Китайская Народная Республика) самолёты МиГ-15бис 405-го истребительного авиационного полка (командир полка Герой Советского Союза подполковник Василий Васильевич Егоров).
В сентябре 1955 года на аэродром перебазировались:
- 10-й отдельный разведывательный авиационный Краснознамённый Московско-Кёнигсбергский ордена Суворова полк на самолётах Ил-28Р. Полк базировался до окончания реконструкции своего аэродрома Щучин.
- 927-й истребительный авиационный Кенигсбергский Краснознамённый ордена Александра Невского полк на самолётах МиГ-15[4][5].

В 1956 году 405-й истребительный авиационный полк перебазируется на аэродром Сморгонь в Гродненской области), где в июне 1960 года расформировывается.
С 1956 года на аэродроме базируются также:
- 130-й бомбардировочный авиационный полк на самолётах Ил-28 из состава 187-й бомбардировочной авиационной дивизии[4];
- 89-я отдельная корректировочно-разведывательная Новгородская орденов Суворова и Кутузова эскадрилья (два звена самолётов Ил-28 и два звена вертолетов Ми-1, самолёт связи Як-12)[4].

В 1960 году в связи со значительным сокращением ВВС в соответствии с Законом Верховного Совета СССР «О новом значительном сокращении Вооруженных Сил СССР» 130-й бомбардировочный авиационный полк и 187-я бомбардировочная авиационная дивизия расформированы.
В декабре 1963 года 89-я отдельная корректировочно-разведывательная Новгородская орденов Суворова и Кутузова эскадрилья расформирована. Часть военнослужащих эскадрильи была переведена в состав формируемого 510-го отдельного дивизиона беспилотных самолётов-разведчиков, имеющего на вооружении разведывательные беспилотные летательные аппараты однократного использования Ла-17Р (ТБР-1). В сентябре 1966 года 510-й отдельный дивизион беспилотных самолётов разведчиков переименовывается в 106-ю отдельную эскадрилью беспилотных самолётов-разведчиков. В сентябре 1987 года 106-я эскадрилья была перебазирована в состав Прикарпатского военного округа, где расформирована.
В сентябре 1969 года на аэродроме сформирован 120-й истребительный авиационный полк на самолетах МиГ-21С. С 1970 года полк эксплуатировал МиГ-21бис. В июлей 1971 года полк перебазирован в состав 23-й воздушной армии Забайкальского военного округа на аэродром Домна.
Бесменно базирующийся на аэродроме 927-й истребительный авиационный Кенигсбергский Краснознамённый ордена Александра Невского полк в 1956 году освоил сверхзвуковые истребители МиГ-19. В 1960 году по расформировании 330-й иад передан в состав 95-й истребительной авиационной дивизии 26-й воздушной армии, переучился на самолёты МиГ-21. 23 февраля 1968 года Указом Президиума Верховного Совета СССР награждён орденом Красного Знамени. В 1986 году полк перевооружен на истребители МиГ-29. В 1989 году стал отдельным полком 26-й воздушной армии. В 1992 году вошел в состав Вооруженных сил Белоруссии. В 1993 году полк переформирован в 927-ю истребительную авиационную базу ВВС РБ. 24 августа 2010 года база преобразована в 927-й Центр подготовки и применения беспилотных авиакомплексов ВВС РБ.

## Происшествия
- 09 января 1985 г. самолёт Ан-14 «Пчёлка» из состава звена управления 95-й иад (Щучин) через 25 минут после взлета с аэродрома при выполнении перелета днем в ПМУ на высоте 100 м и скорости 160 км/ч отказал левый двигатель. Экипаж в нарушении инструкции посадку на запасной аэродром выполнять не начал, а продолжил полет по маршруту на свой аэродром. В дальнейшем из-за невозможности выполнения полета на одном двигателе из-за уменьшения скорости полета, экипаж принял решение на выполнение вынужденной посадки вне аэродрома. Избегая лобового столкновения с деревьями, командир экипажа начал выполнять отворот влево. Самолёт потерял скорость и вышел на режим сваливания. Свалившись на крыло, Ан-14 столкнулся с землей и разрушился. На месте второго лётчика находился пассажир — командир 95-й иад полковник Азаров. На борту также находился заместитель командира 95-й иад, который выжил (единственный выживший из пассажиров).